# Premios WTA

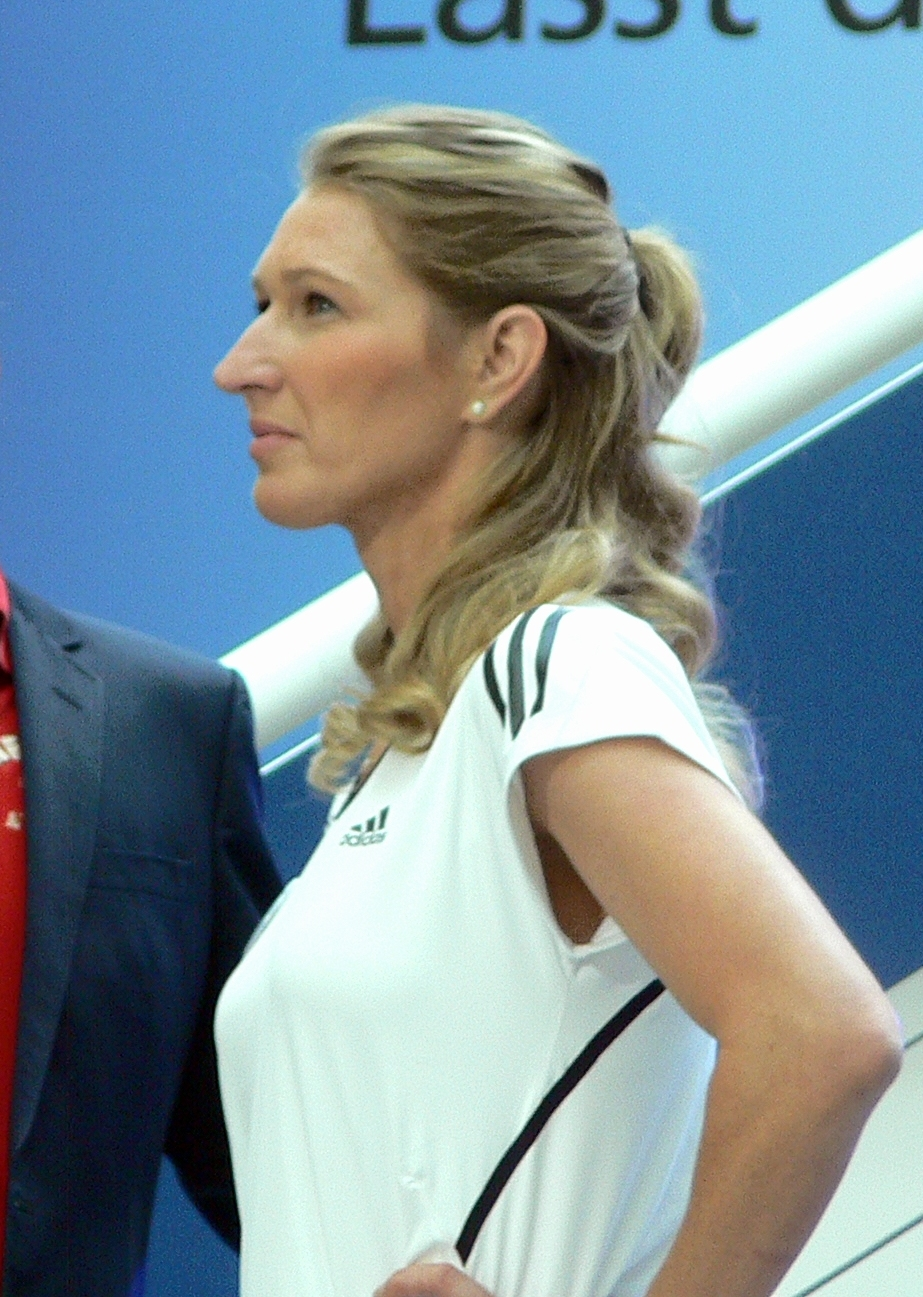
Steffi Graf en un torneo de benéfico para Rexona

Esta es una lista con todos los premios WTA dadas por la Asociación Femenina de Tenis a las jugadoras por sus logros durante la temporada o su carrera.

## Jugadora del Año
| Año  | Jugadora                | Nacionalidad        |
| ---- | ----------------------- | ------------------- |
| 1977 | Virginia Wade           | Reino Unido         |
| 1978 | Martina Navratilova     | Estados Unidos      |
| 1979 | Martina Navratilova (2) | Estados Unidos      |
| 1980 | Tracy Austin            | Estados Unidos      |
| 1981 | Chris Evert-Lloyd       | Estados Unidos      |
| 1982 | Martina Navratilova (3) | Estados Unidos      |
| 1983 | Martina Navratilova (4) | Estados Unidos      |
| 1984 | Martina Navratilova (5) | Estados Unidos      |
| 1985 | Martina Navratilova (6) | Estados Unidos      |
| 1986 | Martina Navratilova (7) | Estados Unidos      |
| 1987 | Steffi Graf             | Alemania Occidental |
| 1988 | Steffi Graf (2)         | Alemania Occidental |
| 1989 | Steffi Graf (3)         | Alemania Occidental |
| 1990 | Steffi Graf (4)         | Alemania            |
| 1991 | Monica Seles            | Yugoslavia          |
| 1992 | Monica Seles (2)        | Yugoslavia          |
| 1993 | Steffi Graf (5)         | Alemania            |
| 1994 | Steffi Graf (6)         | Alemania            |
| 1995 | Steffi Graf (7)         | Alemania            |
| 1996 | Steffi Graf (8)         | Alemania            |
| 1997 | Martina Hingis          | Suiza               |
| 1998 | Lindsay Davenport       | Estados Unidos      |
| 1999 | Lindsay Davenport (2)   | Estados Unidos      |
| 2000 | Venus Williams          | Estados Unidos      |
| 2001 | Jennifer Capriati       | Estados Unidos      |
| 2002 | Serena Williams         | Estados Unidos      |
| 2003 | Justine Henin           | Bélgica             |
| 2004 | María Sharápova         | Rusia               |
| 2005 | Kim Clijsters           | Bélgica             |
| 2006 | Amelie Mauresmo         | Francia             |
| 2007 | Justine Henin (2)       | Bélgica             |
| 2008 | Serena Williams (2)     | Estados Unidos      |
| 2009 | Serena Williams (3)     | Estados Unidos      |
| 2010 | Kim Clijsters (2)       | Bélgica             |
| 2011 | Petra Kvitová           | República Checa     |
| 2012 | Serena Williams (4)     | Estados Unidos      |
| 2013 | Serena Williams (5)     | Estados Unidos      |
| 2014 | Serena Williams (6)     | Estados Unidos      |
| 2015 | Serena Williams (7)     | Estados Unidos      |
| 2016 | Angelique Kerber        | Alemania            |
| 2017 | Garbiñe Muguruza        | España              |
| 2018 | Simona Halep            | Rumania             |
| 2019 | Ashleigh Barty          | Australia           |
| 2020 | Sofia Kenin             | Estados Unidos      |
| 2021 | Ashleigh Barty          | Australia           |
| 2022 | Iga Świątek             | Polonia             |
| 2023 | Iga Świątek (2)         | Polonia             |
| 2024 | Aryna Sabalenka         | Bielorrusia         |

## Equipo de Dobles del Año
| Año  | Jugadoras                                 | Nacionalidades                    |
| ---- | ----------------------------------------- | --------------------------------- |
| 1977 | Martina Navratilova Betty Stöve           | Estados Unidos · Países Bajos     |
| 1978 | Billie Jean King Martina Navratilova      | Estados Unidos                    |
| 1979 | Billie Jean King Martina Navratilova (2)  | Estados Unidos                    |
| 1980 | Kathy Jordan Anne Smith                   | Estados Unidos                    |
| 1981 | Martina Navratilova Pam Shriver           | Estados Unidos                    |
| 1982 | Martina Navratilova Pam Shriver (2)       | Estados Unidos                    |
| 1983 | Martina Navratilova Pam Shriver (3)       | Estados Unidos                    |
| 1984 | Martina Navratilova Pam Shriver (4)       | Estados Unidos                    |
| 1985 | Martina Navratilova Pam Shriver (5)       | Estados Unidos                    |
| 1986 | Martina Navratilova Pam Shriver (6)       | Estados Unidos                    |
| 1987 | Martina Navratilova Pam Shriver (7)       | Estados Unidos                    |
| 1988 | Martina Navratilova Pam Shriver (8)       | Estados Unidos                    |
| 1989 | Jana Novotná Helena Suková                | Checoslovaquia                    |
| 1990 | Jana Novotná Helena Suková (2)            | Checoslovaquia                    |
| 1991 | Gigi Fernández Jana Novotná               | Estados Unidos Checoslovaquia     |
| 1992 | Larisa Neiland Natasha Zvereva            | Letonia Bielorrusia               |
| 1993 | Gigi Fernández Natasha Zvereva            | Estados Unidos Bielorrusia        |
| 1994 | Gigi Fernández Natasha Zvereva (2)        | Estados Unidos Bielorrusia        |
| 1995 | Gigi Fernández Natasha Zvereva (3)        | Estados Unidos Bielorrusia        |
| 1996 | Jana Novotná Arantxa Sánchez Vicario      | República Checa · España          |
| 1997 | Gigi Fernández Natasha Zvereva (4)        | Estados Unidos · Bielorrusia      |
| 1998 | Martina Hingis Jana Novotná               | Suiza · República Checa           |
| 1999 | Martina Hingis Anna Kúrnikova             | Suiza · Rusia                     |
| 2000 | Serena Williams Venus Williams            | Estados Unidos                    |
| 2001 | Lisa Raymond Rennae Stubbs                | Estados Unidos Australia          |
| 2002 | Virginia Ruano Pascual Paola Suárez       | España · Argentina                |
| 2003 | Virginia Ruano Pascual Paola Suárez (2)   | España · Argentina                |
| 2004 | Virginia Ruano Pascual Paola Suárez (3)   | España · Argentina                |
| 2005 | Lisa Raymond Samantha Stosur              | Estados Unidos Australia          |
| 2006 | Lisa Raymond Samantha Stosur (2)          | Estados Unidos Australia          |
| 2007 | Cara Black Liezel Huber                   | Zimbabue Estados Unidos           |
| 2008 | Cara Black Liezel Huber (2)               | Zimbabue Estados Unidos           |
| 2009 | Serena Williams Venus Williams (2)        | Estados Unidos                    |
| 2010 | Gisela Dulko Flavia Pennetta              | Argentina · Italia                |
| 2011 | Květa Peschke Katarina Srebotnik          | República Checa · Eslovenia       |
| 2012 | Sara Errani Roberta Vinci                 | Italia · Italia                   |
| 2013 | Sara Errani Roberta Vinci (2)             | Italia · Italia                   |
| 2014 | Sara Errani Roberta Vinci (3)             | Italia · Italia                   |
| 2015 | Martina Hingis Sania Mirza                | Suiza · India                     |
| 2016 | Caroline Garcia Kristina Mladenovic       | Francia                           |
| 2017 | Martina Hingis Chan Yung-jan              | Suiza · China Taipéi              |
| 2018 | Barbora Krejčíková Kateřina Siniaková     | República Checa · República Checa |
| 2019 | Tímea Babos Kristina Mladenovic           | Hungría · Francia                 |
| 2020 | Tímea Babos Kristina Mladenovic (2)       | Hungría · Francia                 |
| 2021 | Barbora Krejčíková Kateřina Siniaková (2) | República Checa · República Checa |
| 2022 | Barbora Krejčíková Kateřina Siniaková (3) | República Checa · República Checa |
| 2023 | Storm Hunter Elise Mertens                | Australia · Bélgica               |
| 2024 | Sara Errani Jasmine Paolini               | Italia · Italia                   |

## Entrenador del año
El premio al entrenador del año es nominado y votado por otros entrenadores de la WTA. El premio es para el entrenador de la WTA que ayudó a guiar a sus jugadoras a un mayor nivel de rendimiento durante el año.
|      | \| Año \| Entrenador \| Jugadora a la que entrena \| \| ---- \| ------------------- \| ------------------------- \| \| 2018 \| Sascha Bajin \| Naomi Osaka \| \| 2019 \| Craig Tyzzer \| Ashleigh Barty \| \| 2020 \| Piotr Sierzputowski \| Iga Świątek \| \| 2021 \| Conchita Martínez \| Garbiñe Muguruza \| \| 2022 \| David Witt \| Jessica Pegula \| \| 2023 \| Tomasz Wiktorowski \| Iga Świątek \| \| 2024 \| Renzo Furlan \| Jasmine Paolini \| |                           |
| Año  | Entrenador | Jugadora a la que entrena |
| 2018 | Sascha Bajin | Naomi Osaka               |
| 2019 | Craig Tyzzer | Ashleigh Barty            |
| 2020 | Piotr Sierzputowski | Iga Świątek               |
| 2021 | Conchita Martínez | Garbiñe Muguruza          |
| 2022 | David Witt | Jessica Pegula            |
| 2023 | Tomasz Wiktorowski | Iga Świątek               |
| 2024 | Renzo Furlan | Jasmine Paolini           |

## Mayor Progreso del Año
| Año  | Jugadora                    | Nacionalidad        |
| ---- | --------------------------- | ------------------- |
| 1977 | Wendy Turnbull              | Australia           |
| 1978 | Virginia Ruzici             | Rumania             |
| 1979 | Sylvia Hanika               | Alemania Occidental |
| 1980 | Hana Mandlíková             | Checoslovaquia      |
| 1981 | Barbara Potter              | Estados Unidos      |
| 1982 | Sabina Simmonds             | Italia              |
| 1983 | Andrea Temesvári            | Hungría             |
| 1984 | Kathy Jordan                | Estados Unidos      |
| 1985 | Helena Suková               | Checoslovaquia      |
| 1986 | Steffi Graf                 | Alemania Occidental |
| 1987 | Lori McNeil                 | Estados Unidos      |
| 1988 | Arantxa Sánchez Vicario     | España              |
| 1989 | Arantxa Sánchez Vicario (2) | España              |
| 1990 | Monica Seles                | Yugoslavia          |
| 1991 | Gabriela Sabatini           | Argentina           |
| 1992 | Kimiko Date                 | Japón               |
| 1993 | Magdalena Maleeva           | Bulgaria            |
| 1994 | Mary Pierce                 | Francia             |
| 1995 | Chanda Rubin                | Estados Unidos      |
| 1996 | Martina Hingis              | Suiza               |
| 1997 | Amanda Coetzer              | Sudáfrica           |
| 1998 | Patty Schnyder              | Suiza               |
| 1999 | Serena Williams             | Estados Unidos      |
| 2000 | Elena Dementieva            | Rusia               |
| 2001 | Justine Henin               | Bélgica             |
| 2002 | Daniela Hantuchová          | Eslovaquia          |
| 2003 | Nadia Petrova               | Rusia               |
| 2004 | Maria Sharapova             | Rusia               |
| 2005 | Ana Ivanovic                | Serbia y Montenegro |
| 2006 | Jelena Janković             | Serbia              |
| 2007 | Ana Ivanovic (2)            | Serbia              |
| 2008 | Dinara Safina               | Rusia               |
| 2009 | Yanina Wickmayer            | Bélgica             |
| 2010 | Francesca Schiavone         | Italia              |
| 2011 | Petra Kvitová               | República Checa     |
| 2012 | Sara Errani                 | Italia              |
| 2013 | Simona Halep                | Rumania             |
| 2014 | Eugenie Bouchard            | Canadá              |
| 2015 | Timea Bacsinszky            | Suiza               |
| 2016 | Johanna Konta               | Reino Unido         |
| 2017 | Jeļena Ostapenko            | Letonia             |
| 2018 | Kiki Bertens                | Países Bajos        |
| 2019 | Sofia Kenin                 | Estados Unidos      |
| 2020 | Iga Świątek                 | Polonia             |
| 2021 | Barbora Krejčíková          | República Checa     |
| 2022 | Beatriz Haddad Maia         | Brasil              |
| 2023 | Zheng Qinwen                | China               |
| 2024 | Emma Navarro                | Estados Unidos      |

## Revelación del Año
| Año  | Jugadora                | Nacionalidad    |
| ---- | ----------------------- | --------------- |
| 1977 | Tracy Austin            | Estados Unidos  |
| 1978 | Pam Shriver             | Estados Unidos  |
| 1979 | Kathy Jordan            | Estados Unidos  |
| 1980 | Andrea Jaeger           | Estados Unidos  |
| 1981 | Kathy Rinaldi           | Estados Unidos  |
| 1982 | Zina Garrison           | Estados Unidos  |
| 1983 | Carling Bassett         | Canadá          |
| 1984 | Manuela Maleeva         | Bulgaria        |
| 1985 | Gabriela Sabatini       | Argentina       |
| 1986 | Stephanie Rehe          | Estados Unidos  |
| 1987 | Arantxa Sánchez Vicario | España          |
| 1988 | Natalia Zvereva         | Unión Soviética |
| 1989 | Conchita Martínez       | España          |
| 1990 | Jennifer Capriati       | Estados Unidos  |
| 1991 | Andrea Strnadová        | Checoslovaquia  |
| 1992 | Debbie Graham           | Estados Unidos  |
| 1993 | Iva Majoli              | Croacia         |
| 1994 | Irina Spîrlea           | Rumania         |
| 1995 | Martina Hingis          | Suiza           |
| 1996 | Anna Kournikova         | Rusia           |
| 1997 | Venus Williams          | Estados Unidos  |
| 1998 | Serena Williams         | Estados Unidos  |
| 1999 | Kim Clijsters           | Bélgica         |
| 2000 | Dája Bedáňová           | República Checa |
| 2001 | Daniela Hantuchová      | Eslovaquia      |
| 2002 | Svetlana Kuznetsova     | Rusia           |
| 2003 | Maria Sharapova         | Rusia           |
| 2004 | Tatiana Golovin         | Francia         |
| 2005 | Sania Mirza             | India           |
| 2006 | Agnieszka Radwańska     | Polonia         |
| 2007 | Ágnes Szávay            | Hungría         |
| 2008 | Caroline Wozniacki      | Dinamarca       |
| 2009 | Melanie Oudin           | Estados Unidos  |
| 2010 | Petra Kvitová           | República Checa |
| 2011 | Irina-Camelia Begu      | Rumania         |
| 2012 | Laura Robson            | Reino Unido     |
| 2013 | Eugenie Bouchard        | Canadá          |
| 2014 | Belinda Bencic          | Suiza           |
| 2015 | Daria Gavrilova         | Rusia           |
| 2016 | Naomi Osaka             | Japón           |
| 2017 | Catherine Bellis        | Estados Unidos  |
| 2018 | Aryna Sabalenka         | Bielorrusia     |
| 2019 | Bianca Andreescu        | Canadá          |
| 2020 | Nadia Podoroska         | Argentina       |
| 2021 | Emma Raducanu           | Reino Unido     |
| 2022 | Zheng Qinwen            | China           |
| 2023 | Mirra Andreeva          | Rusia           |
| 2024 | Lulu Sun                | Nueva Zelanda   |

## Regreso del Año
| Año  | Jugadora             | Nacionalidad        |
| ---- | -------------------- | ------------------- |
| 1987 | Bettina Bunge        | Alemania Occidental |
| 1988 | Pascale Paradis      | Francia             |
| 1989 | Kathy Rinaldi        | Estados Unidos      |
| 1990 | Elizabeth Smylie     | Australia           |
| 1991 | Stephanie Rehe       | Estados Unidos      |
| 1992 | Jenny Byrne          | Australia           |
| 1993 | Elizabeth Smylie (2) | Australia           |
| 1994 | Meredith McGrath     | Estados Unidos      |
| 1995 | Monica Seles         | Estados Unidos      |
| 1996 | Jennifer Capriati    | Estados Unidos      |
| 1997 | Mary Pierce          | Francia             |
| 1998 | Monica Seles (2)     | Estados Unidos      |
| 1999 | Sabine Appelmans     | Bélgica             |
| 2000 | Iva Majoli           | Croacia             |
| 2001 | Barbara Schwartz     | Austria             |
| 2002 | Corina Morariu       | Estados Unidos      |
| 2003 | Amélie Mauresmo      | Francia             |
| 2004 | Serena Williams      | Estados Unidos      |
| 2005 | Kim Clijsters        | Bélgica             |
| 2006 | Martina Hingis       | Suiza               |
| 2007 | Lindsay Davenport    | Estados Unidos      |
| 2008 | Zheng Jie            | China               |
| 2009 | Kim Clijsters (2)    | Bélgica             |
| 2010 | Justine Henin        | Bélgica             |
| 2011 | Sabine Lisicki       | Alemania            |
| 2012 | Yaroslava Shvedova   | Kazajistán          |
| 2013 | Alisa Kleybanova     | Rusia               |
| 2014 | Mirjana Lučić-Baroni | Croacia             |
| 2015 | Venus Williams       | Estados Unidos      |
| 2016 | Dominika Cibulková   | Eslovaquia          |
| 2017 | Sloane Stephens      | Estados Unidos      |
| 2018 | Serena Williams (2)  | Estados Unidos      |
| 2019 | Belinda Bencic       | Suiza               |
| 2020 | Victoria Azarenka    | Bielorrusia         |
| 2021 | Carla Suárez         | España              |
| 2022 | Tatjana Maria        | Alemania            |
| 2023 | Elina Svitolina      | Ucrania             |
| 2024 | Paula Badosa         | España              |